# T-Bord
 (avril 2016).

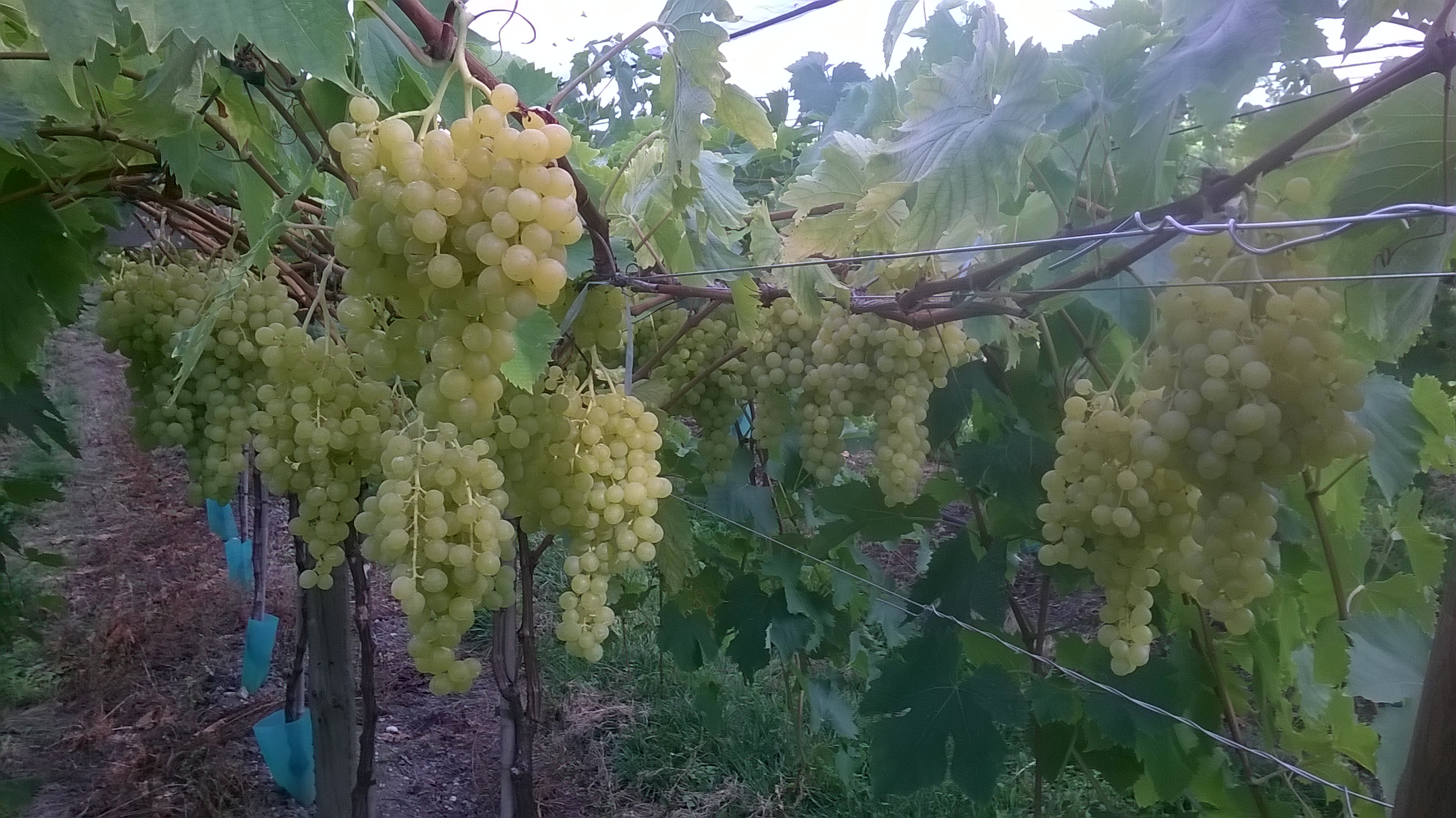
Grappe de chasselas de Moissac cultivée en système T-Bord

Le T-bord est un système de production de raisin de table. 
Dans le Tarn-et-Garonne il est une innovation pour la culture du chasselas de Moissac. Il est similaire à la conduite en pergola, qui vise à obtenir un port retombant de la vigne. Il présente de nombreux avantages par rapport à un système de production classique. Le nom T-Bord vient du système de production de kiwi nommé T-Barre, car leurs formes sont similaires. De plus le nom T-Bord fait honneur au premier producteur de raisin de table qui a testé, en 2008, cette méthode, Robert Bord.

## Caractéristiques du T-Bord

### Principe

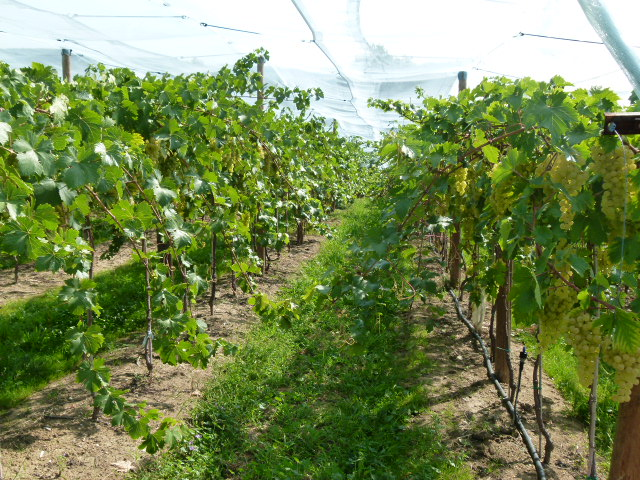
Culture de chasselas de Moissac en T-Bord.

Le T-Bord est aussi appelé double plan de palissage à port retombant. Il est composé de deux plans inclinés supérieurs et deux plans verticaux retombants. L'espace inter-rang ne change pas du système de la lyre (système traditionnel) qui permet le passage du tracteur. Le palissage (taille, épamprage, ébourgeonnage, palissage, écimage, mise en place des grappes et l'éclaircissage) sont pratiqués de la même façon sur la lyre et sur le T-Bord.

### Données techniques
Le CEFEL a mené une étude pour déterminer les dimensions correctes du système du T-Bord. Il permet d'avoir une double baguette  ou une double densité de population.
Le fil porteur doit se trouver à une hauteur de 1,4 m, mais si besoin celui-ci peut être rabaissé. De plus, il doit se situer a 40 cm du centre du rang. Il ne doit pas être situé trop bas pour que la surface foliaire soit importante ce qui permettra d'avoir un raisin de qualité. Ce fil, de par sa hauteur, permet à la végétation d'être protégée du gel et des maladies fongiques.
Les fils latéraux doivent former un angle de 134°, par conséquent ils sont placés au-dessus du fil porteur. La distance entre les fils latéraux est 80 cm soit 40 cm de l'axe du fil porteur. Les fils latéraux sont accrochés au-dessus de la planche et le fil porteur est pointé sous la planche. Ils empêchent les sarments de se briser. Si cet angle n'est pas respecté alors il peut y avoir un mauvais positionnement des sarments.
Le chasselas est souvent disposé en double baguette (flèche) Il est nécessaire d'éloigner le plus possible les fils porteurs des baguettes ce qui a pour avantage une meilleure aération des grappes et une meilleure visibilité des flèches. Il ne faut pas que la vigne soit trop vigoureuse et qu'il n'y ait pas trop d'humidité.
L'écartement inter-rang doit être de préférence de 3,20 m pour un écartement sur le rang de 1,20 m. Par contre il faut utiliser un tracteur d'une largeur réduite pour ne pas abîmer les sarments. De plus il est nécessaire d'étudier le cahier des charges de l'INAO avant d'effectuer une plantation car il est demandé d'avoir au minimum 2 600 pieds par ha pour un palissage double.

### Adaptation contexte climatique
Il est conseillé de posséder un filet paragrêle qu'il faut replier pendant l'hiver, c'est une protection onéreuse. De plus le CEFEL a mis en place un système de filet mono-rang d'une largeur de 2 m, ce qui permet une diminution des coûts.
L'irrigation la plus courante est le goutte à goutte qui représente un coût élevé, c'est pourquoi il est possible de mettre en place un système par aspersion. Ce mode d'irrigation favorise la propagation de maladies, nécessitant une gestion rigoureuse.

## Début du T-Bord

### Raisons
Dans les années 1990, dans le Tarn-et-Garonne, on trouvait 1 000 producteurs de raisins de table, exploitant 2 000 hectares. En 2016, il n'y a plus que 300 producteurs pour 1 000 hectares. Sachant que le Tarn-et-Garonne est l'un des principaux pôles de production de raisin de table, en France.
Cette diminution s'explique par des raisons économiques, le prix de vente est en dessous du coût de production,. À cause de la concurrence avec l'Espagne, l'Italie, le Portugal et la Grèce, qui sont les 4 principaux pays producteurs de raisins de table. De plus, il y a un vieillissement des producteurs et un désintéressement des jeunes pour la vigne, notamment pour le chasselas de Moissac qui est une appellation d'origine contrôlée (AOC), à cause de la pénibilité du travail.

### Lyre pliable
En 2003 une forte canicule a engendré une perte de 2 500 tonnes de raisin de l'appellation d'origine protégée (AOP).
Du fait de cette canicule, les grains de raisin ont été fortement brûlés et déshydratés. C'est ainsi, qu'en 2007, Giles Adgié, technicien viticole du Groupement de vulgarisation agricole (GVA) et du syndicat de défense du chasselas de Moissac, rencontre le technicien Alain Carbonneau à Montpellier. Celui-ci leur présente son projet de lyre pliable. Ce système est surtout utilisé dans les pays chauds où il y a un manque d'eau. Le fait de replier la lyre permet de limiter l'évaporation, car la surface foliaire est divisée par 2, cela évite également les marques de brûlure.

### T-Bord

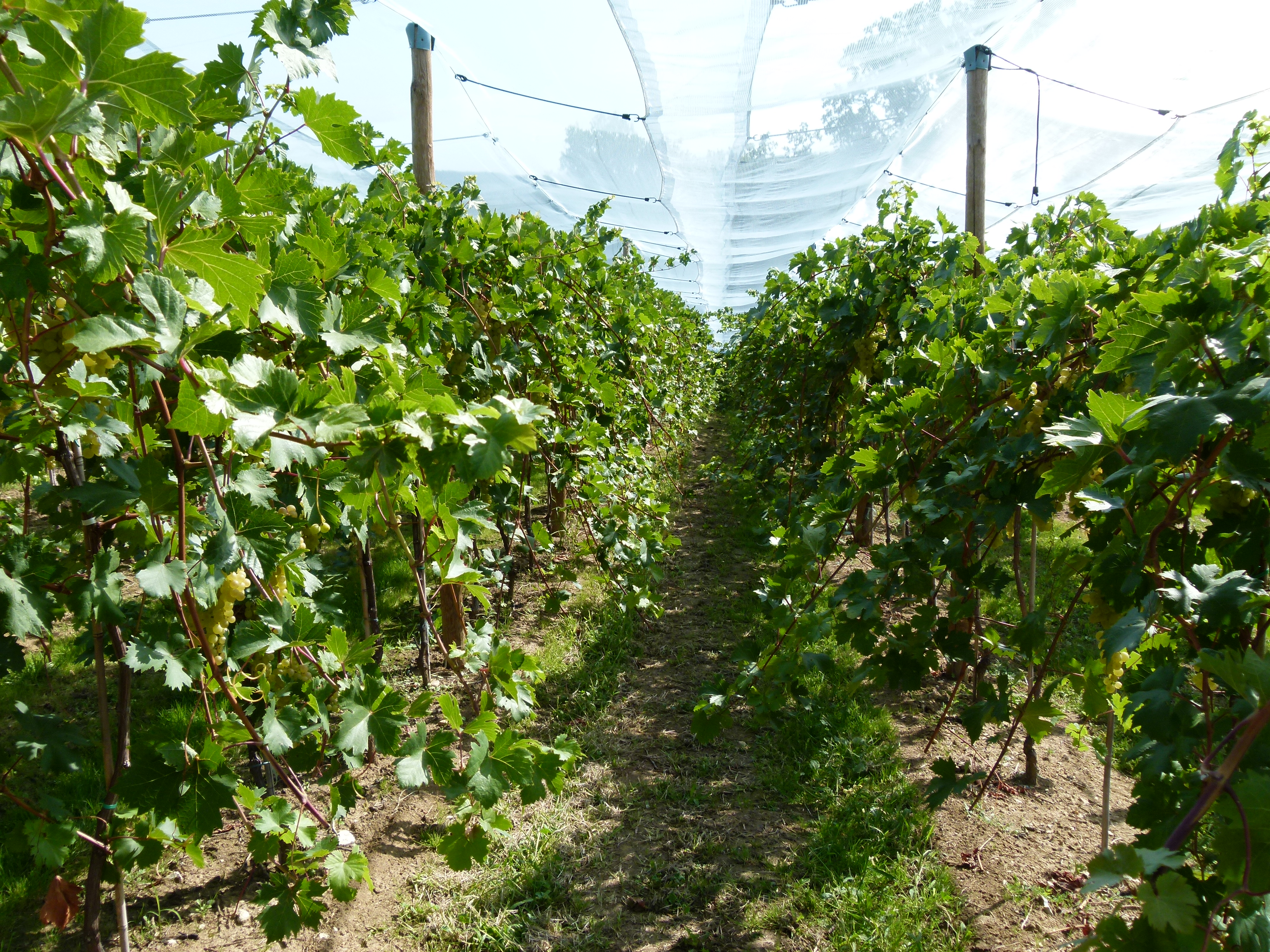
Culture de chasselas de Moissac en système T-Bord

Le projet de la lyre pliable a été amélioré en un système T-Bord. En 2008, un 1er rang de T-Bord a été testé chez Robert Bord pour atteindre certains objectifs : limiter les brûlures, limiter les temps de travaux et avoir des grappes avec des raisins de bonne qualité (bonne coloration, grosseur du grain)
En 2009, Adgié réuni 50 producteurs chez Robert Bord, Jacques Custody et le Centre d'expérimentation fruits et légumes (CEFEL) de Mathaly pour visiter le système T-Bord. De plus, le Syndicat du chasselas de Moissac constitue un partenariat avec la Mutualité sociale agricole (MSA) de Midi-Pyrénées, pour créer les normes du T-Bord. L'équipe "Santé Sécurité de travail" de la Mutualité sociale agricole de Midi-Pyrénées Nord (MSA MPN), composé de V. Dellac, conseillère de prévention, au risque professionnelle et de C. Ricaud, médecin du travail ont mis en place une étude comparative. Des accords sont décidés sur la hauteur du palissage par rapport à la taille des agriculteurs, et le niveau de pénibilité entre le système du T-Bord et la forme classique du chasselas.
En 2010, 150 producteurs découvrent le T-Bord. Une autre canicule se produit en 2011 et provoque une perte de 1 100 T de raisin AOP. 
En 2016, on compte 9 plantations de T-Bord sur les 10 nouvelles parcelles plantées.
Le système du T-Bord a été mis en place pour s'adapter aux contraintes agronomiques dues au changement climatique (grêle, pluie, fort ensoleillement), des maladies et de l'environnement.
Autrefois, la culture de la vigne se pratiquait en famille alors que maintenant il est nécessaire d'avoir de la main d’œuvre dont le coût est élevé. Cette méthode a été conçue dans l'idée d'obtenir un raisin de qualité en sécurisant la récolte à moindre coût.

### Chasselas

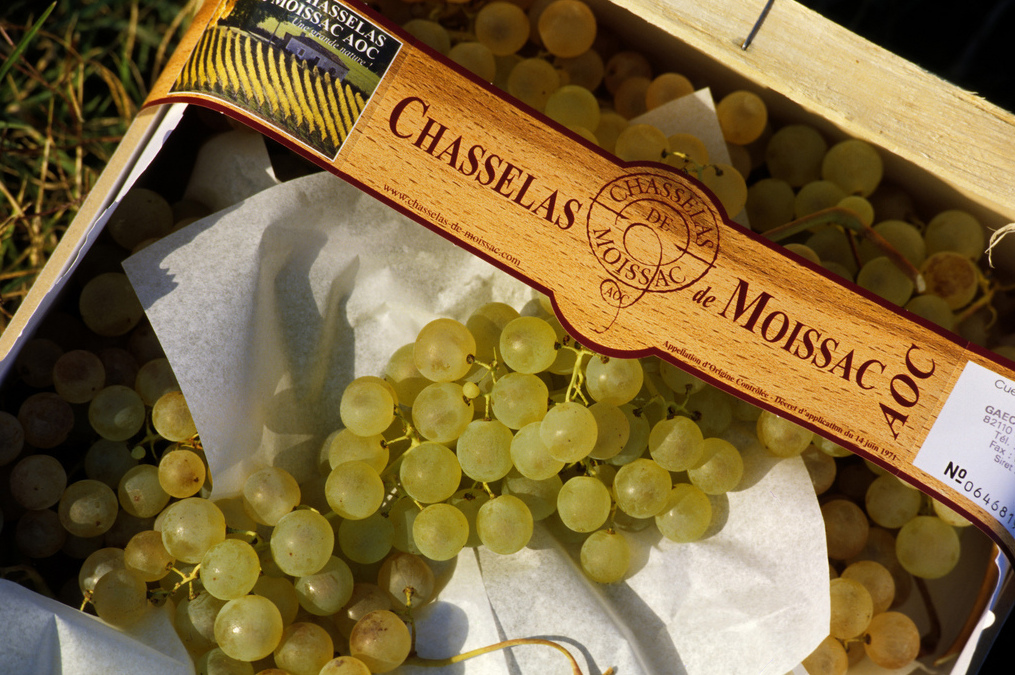
Plateaux de chasselas de Moissac avec une bande de certification de la région et de la variété

Le chasselas est un raisin AOC et/ou AOP, qui suit un cahier des charges précis. Il y est mentionné: les caractéristiques des grappes, les aires géographiques, l'encépagement, le mode de conduite, la taille et la maîtrise de la charge, les pratiques culturales, les rendements, la maturité des raisins, la conservation, le conditionnement (étiquetage), etc..
Il existe un décret français, dans lequel les normes des raisins sont inscrites. Le 21 juillet 1958, le chasselas a été inscrit dans ce décret. Puis en 1971 les conditions de l'appellation AOC s'y sont inscrites.
En 2010, l'Institut national de l'origine et de la qualité (INAO) a constaté que 30 % des parcelles de chasselas n'étaient pas conformes au cahier des charges. À cause de l'impossibilité de modifier des parcelles traditionnelles, le projet du T-Bord a été présenté comme une solution. En 2012, une commission d'enquête a été envoyée sur le terrain pour vérifier si ce nouveau mode de production est conforme au décret, au cahier des charges et a l’appellation AOC et/ou AOP. Une souche de vigne doit produire 4,2 kg pour qu'elle soit conforme au cahier des charges. La méthode du T-Bord respecte toutes les qualités et les demandes imposées, donc le raisin produit est qualifié d'AOC et/ou d'AOP.

## Mise en place
Le T Bord est un système qui est utilisé pour la plantation d'une nouvelle culture de vigne mais peut aussi être adapté sur une vigne déjà existante. Pour ce système il est nécessaire de posséder des filets para-grêle pour protéger sa culture, sachant que son achat est élevé. De plus il est possible d'installer des bâches antipluies mais celles-ci sont coûteuses.

### Installations du T-Bord

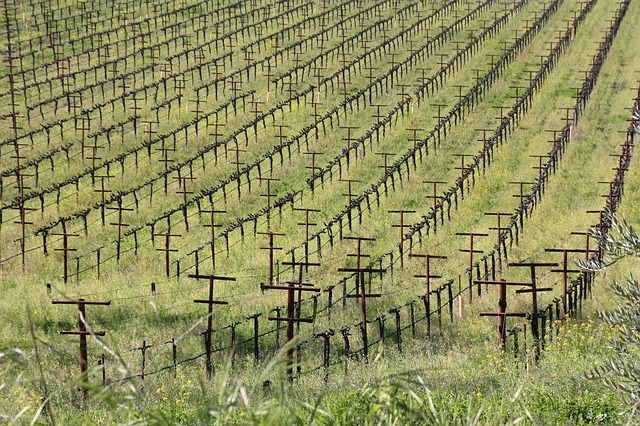
Structure d'un système T-Bord

Aujourd'hui le système de vigne, le plus utilisé est le T-Bord car il est à hauteur d'homme d'où une baisse de la pénibilité et des contraintes, permettant de mieux attirer de jeunes producteurs. Mais il est nécessaire de respecter le mode de plantation.
Celui-ci consiste à respecter certaines distances comme celle de la plantation entre rangs, qui doit être comprise entre 3,2 m à 3,5 m et une distance entre souches de 1,20 m. Il est ensuite nécessaire de mettre en place un palissage avec des piquets qui vont être alternés entre un court (2,5 m) et un long (4 m). Ils sont importants pour supporter les filets para-grêle qui sont obligatoires pour une culture en T-Bord. Pour le palissage il faut 2 fils situés au minimum à 1,7 m du sol et un fil de fléchage situé à 1,5 m du sol. Ensuite il faut placer un amarrage (système d'ancrage qui tient par un câble sur les poteaux à chaque extrémité des rangs) solide car le centre de gravité est plus haut qu'un système classique. Ainsi, il est possible de mettre des tuteurs individuels pour guider la croissance du végétal. Ensuite, la largeur d'une potence (planche verticale positionnée sur chacun des piquets) est de 1 m. L'écimage, qui consiste à supprimer l'extrémité des rameaux de la vigne, se pratique à partir de 30 cm du sol. De plus il est nécessaire de tailler les guyots simples ou doubles et de laisser 1 à 2 flèches.
Le rendement de raisin peut varier entre 6 et 14 T/Ha. Ainsi le crédit de plantation s'amortit sur 15 ans sachant que la durée de vie d'une vigne est de 30 ans. De plus une vigne se plante généralement sur des coteaux, exposés côté Sud ou côté Est, et dans un sol argilo calcaire.

### Transformation d'une vigne traditionnelle en T-Bord
Certains agriculteurs possédant une vigne, en forme verticale ou en lyre, veulent passer en système T-Bord. Pour cela il faut qu'ils arrachent un rang sur deux, de leurs cultures, pour obtenir un espacement inter-rang d'environ 4 m. Après il est nécessaire de planter de nouveaux piquets, en les alternants entre un court (2,5 m) et un long (4 m), cela permettra de supporter les filets para-grêle qui sont nécessaires pour la protection du verger. Il faut, ensuite, fixer une planche perpendiculaire sur le haut de chacun des piquets de la vigne, pour mettre la structure en T-Bord. Les piquets vont porter l'installation de câbles et d'amarres solides. Pour finir, Il est possible de positionner des tuteurs à chaque plant de vigne pour les guider. Après la mise en place du verger, il faut choisir une flèche qui portera les futurs sarments ainsi que les futurs fruits.
Ce système de transformation d'une vigne traditionnelle en vigne T-Bord a un coût de 1 416 €/ha en ne comptant que l'achat des potences.

## Comparaison
|                                                                     | La Vigne en Lyre | Vigne en T-Bord | Économie ou Rajout de travail pour le T-Bord |
| Taille                                                              | 18 h             | 18 h            |                                              |
| Extraction des sarments                                             | 26 h             | 26 h            |                                              |
| Mise en place de la baguette                                        | 20 h             | 20 h            |                                              |
| Épamprage, ébourgeonnage                                            | 35 h             | 39 h            | 4 heures de travail en plus /ha              |
| Palissage                                                           | 71 h             | 40 h            | 31 heures de travail en moins                |
| Mise en place des grappes, enlèvement des entre-cœurs & effeuillage | 65 h             | 40 h            | 25 heures de travail en moins                |
| Récolte (plusieurs passages)                                        | 181 h            | 181 h           |                                              |
| Ciselage & Conditionnement                                          | 251 h            | 251 h           |                                              |
| Divers : Entretien vignoble, Traitements...                         | 40 h             | 40 h            |                                              |
| Temps de travail (Des ouvriers: Taille & Récoltes)                  | 700 heures       | 500 heures      | 200 heures de travail en moins               |
| Coût d'une plantation avec filets paragrêle et goutte à goutte      | 24 465 €         | 19 339 €        | 5 126 €                                      |

## Avantages et Inconvénients

### Avantages
La culture du chasselas en T-Bord apporte plusieurs avantages. En premier lieu on trouve des avantages pour l'homme. Dans cette idée, il permet de faire des économies de temps de travail (50 % à 75 %) sur la taille, l'ébrindillage, la récolte, etc. La main d’œuvre est plus simple à trouver car elle ne demande pas de qualification particulière, puisque ce système est plus simple à mener que sur une vigne traditionnelle. De plus, le travail est moins pénible puisque le raisin se trouve à hauteur d'homme,.
Ce système comporte également des avantages techniques. Les sarments se trouvent en hauteur par conséquent, il va y avoir une augmentation de la surface foliaire (40 %), ce qui va jouer deux rôles majeurs. Le premier étant une augmentation de la photosynthèse, ce qui va entraîner une plus grande production d'anthocyanes (participent à la pigmentation de la coloration des feuilles qui vont aider la coloration des grains de raisin), et des polyphénols (apportent le sucre et l'acidité aux grains). Les grains de raisin vont donc avoir une coloration plus homogène et un taux de sucre plus élevé dans un système T-Bord, que dans un système classique. Le second avantage joue sur la protection des grappes. En effet, celles-ci sont protégées du soleil, ce qui diminue les risques de brûlure.
D'un point de vue sanitaire, la hauteur à laquelle se trouvent les grappes, permet une diminution de maladies venant du sol comme le Mildiou et le Botrytis.
Du côté économique, le coût de la mise en place du T-Bord diminue grâce au palissage servant pour le support qui baisse de 12 à 3 fils. De plus les filets para-grêles ne demandent pas de coûts supplémentaires car les piquets (piquets courts: 2,5 m, et piquets longs: 4 m) servent autant pour le palissage que pour les filets.

### Inconvénients
Malgré les nombreux avantages du T-Bord celui-ci comporte certains inconvénients : lorsqu'une vigne est trop vigoureuse, c'est-à-dire qu'elle a un fort développement de feuilles et de sarments, il peut y avoir un retard de maturité et l'accessibilité aux grappes devient plus difficile. Il y a des risques de mauvaises aérations des grappes dans des conditions de forte humidité, avec possibilité de pourriture des grains de raisin. Ainsi, le palissage d'une vigne doit être très solide et soigné. Si des filets para-grêle sont installés pour protéger la culture, il peut y avoir un risque de casse à cause du vent.